# 1981 en musique
| \| • Retour à la chronologie générale de la musique populaire • \| |
| XXIe siècle • XXe siècle • XIXe siècle • XVIIIe siècle XVIIe siècle • XVIe siècle • XVe siècle • XIVe siècle XIIIe siècle • XIIe siècle • XIe siècle • Xe siècle IXe siècle • VIIIe siècle • Haut Moyen Âge • Rome • Grèce |
| • Retour à la chronologie générale de la musique populaire • |

| • Retour à la chronologie générale de la musique populaire • |

| Années de la musique populaire : 1978 - 1979 - 1980 - 1981 - 1982 - 1983 - 1984    |
| Décennies de la musique populaire : 1950 - 1960 - 1970 - 1980 - 1990 - 2000 - 2010 |

Cet article présente les faits marquants de l'année 1981 en musique.

## Faits marquants

### En France
- 62 millions de singles[1] et environ 90 millions d'albums[2] sont vendus en France en 1981.
- Premiers succès de Jean-Jacques Goldman (Il suffira d'un signe), Dorothée (Tchou, tchou le petit train) et Diane Tell (Si j'étais un homme).
- Michel Sardou se produit au Palais des Congrès de Paris du 16 avril au 12 mai.
- Sylvie Vartan se produit au Palais des Sports de Paris du 23 novembre au 3 janvier 1982.
- Décès de Georges Brassens.

### Dans le monde
- Premiers succès de U2 (I will follow), Phil Collins (In the air tonight), Lionel Richie (Endless love), Depeche Mode (Dreaming of me), Eurythmics (Never gonna cry again), Simple Minds (Love song), Duran Duran (Planet Earth) et Kim Wilde (Kids in America).
- Premier succès québécois de Céline Dion (Ce n'était qu'un rêve).
- 1er août : Lancement de la chaîne de télévision musicale américaine MTV, avec le clip Video Killed the Radio Star des Buggles.
- 19 septembre : 500 000 spectateurs écoutent Simon and Garfunkel dans Central Park à New York[3].
- Décès de Bob Marley et Bill Haley.

## Disques sortis en 1981
- Albums sortis en 1981
- Singles sortis en 1981

## Succès de l'année en France (singles)

### Chansons classées Numéro 1
Cette liste présente, par ordre chronologique, tous les titres s'étant classés à la première place des ventes durant l'année 1981.
- Barbra Streisand : Woman in Love
- Richard Sanderson : Reality
- Herbert Léonard : Pour le plaisir
- Kim Carnes : Bette Davis Eyes
- J.J. Lionel : La Danse des canards

### Chansons francophones
Cette liste présente, par ordre alphabétique, tous les titres francophones s'étant classés parmi les 10 premières places des ventes hebdomadaires durant l'année 1981.
- Alain Bashung : Vertige de l’amour
- Alain Chamfort : Bambou
- Annie Cordy : Tata Yoyo
- Capitaine Flam
- Chantal Goya : C’est Guignol
- Chantal Goya : Le Coucou
- Dallas
- Daniel Balavoine : Mon fils ma bataille
- Eddy Mitchell : Couleur menthe à l'eau
- Enrico Macias : La France de mon enfance
- Fabrice Bernard : La faute à Voltaire
- France Gall & Elton John : Donner pour donner
- Herbert Léonard : Pour le plaisir
- Jean Schultheis : Confidence pour confidence
- J.J. Lionel : La Danse des canards
- J.J. Lionel : La danse des petits chats
- Johnny Hallyday : Je t’ai aimée
- Julio Iglesias : Il faut toujours un perdant
- Julio Iglesias : Viens m’embrasser
- Karen Cheryl : Si
- Karen Cheryl : Les nouveaux romantiques
- Le grand orchestre du Splendid : La Salsa du démon
- Le grand orchestre du Splendid : Radio pirate
- Les canetons : La Danse des canards
- Lio : Amoureux solitaires
- Magazine 60 : Medley des années 60
- Michel Berger : Mademoiselle Chang
- Michel Polnareff : Tam-tam
- Michel Sardou : Être une femme
- Michel Sardou : Les Lacs du Connemara
- Michèle Torr : Lui
- Mireille Mathieu : Une femme amoureuse
- Nana Mouskouri : Je chante avec toi Liberté
- Nicolas de Angelis : Quelques notes pour Anna
- Ottawan : Haut les mains
- Pierre Bachelet : Elle est d’ailleurs
- Pit et Rik : La cicrane et la froumi
- Plastic Bertrand : Hula hoop
- Richard Gotainer : Chipie
- Sacha Distel : Le bateau blanc
- Sheila : Et ne la ramène pas
- Sylvie Vartan : L’amour c’est comme une cigarette
- Ulysse 31

### Chansons non francophones
Cette liste présente, par ordre alphabétique, tous les titres non francophones s'étant classés parmi les 10 premières places des ventes hebdomadaires durant l'année 1981.
- ABBA : Super Trouper
- Aneka : Japanese Boy
- Barbra Streisand : Woman in Love
- Ennio Morricone : Chi Mai
- Jean-Michel Jarre : Les Chants magnétiques
- Joe Dolce : Shaddap you face
- John Lennon : Woman
- Jona Lewie : Stop the Cavalry
- Kate Bush : Babooshka
- Kim Carnes : Bette Davis Eyes
- Kim Wilde : Kids in America
- Lime : Your love
- Orchestral Manœuvres in the Dark : Enola Gay
- Oscar Benton : Bensonhurst Blues
- Ricchi e Poveri : Sarà perché ti amo
- Richard Sanderson : Reality
- Robert Palmer : Johnny and Mary
- Robert Palmer : Looking for clues
- Shakin' Stevens : You drive me crazy
- Sparks : When I'm with You
- Stevie Wonder : Master Blaster
- The Rolling Stones : Start me up
- Tom Tom Club : Wordy rappinghood
- Visage : Fade to Grey

## Succès de l'année en France (albums)
Cette liste présente, par ordre alphabétique, les albums sortis en 1981 ayant obtenu une certification Platine ou Diamant en France.

### Doubles disques de platine (plus de 600.000 ventes)
- Barbra Streisand : Memories
- Ennio Morricone : Le professionnel
- Julio Iglesias : Fidèle
- Phil Collins : Face value

### Disques de platine (plus de 300.000 ventes)
- AC/DC : For those about to rock we salute you
- France Gall : Tout pour la musique
- Francis Cabrel : Carte postale
- Michel Polnareff : Bulles
- Michel Sardou : Les Lacs du Connemara
- Nana Mouskouri : Qu'il est loin l'amour
- Renaud : Le Retour de Gérard Lambert

## Succès internationaux de l’année
Cette liste présente, par ordre alphabétique, les trente titres et albums ayant eu le plus de succès dans les charts internationaux en 1981,.

### Singles
- ABBA : One of us
- Aneka : Japanese Boy
- Blondie : Rapture
- Christopher Cross : Arthur's theme (Best that you can do)
- Diana Ross & Lionel Richie : Endless Love
- Dolly Parton : 9 to 5
- Don McLean : Crying
- Earth, Wind & Fire : Let's Groove
- Electric Light Orchestra : Hold on Tight
- Foreigner : Waiting for a girl like you
- George Harrison : All those years ago
- Joe Dolce : Shaddup you face
- John Lennon : Woman
- Kim Carnes : Bette Davis Eyes
- Kim Wilde : Kids in America
- Kool & The Gang : Celebration
- Olivia Newton-John : Physical
- Phil Collins : In the Air Tonight
- Queen & David Bowie : Under pressure
- REO Speedwagon : Keep on loving you
- Rick Springfield : Jessie's girl
- Rod Stewart : Passion
- Sheena Easton : Morning train (9 to 5)
- Sheena Easton : For your eyes only
- Smokey Robinson : Being with you
- Soft Cell : Tainted Love
- Starsound : Stars on 45
- The Police : Every little thing she does is Magic
- The Police : De do do do, de da da da
- The Rolling Stones : Start me up

### Albums
- ABBA : The Visitors
- AC/DC : For those about to rock we salute you
- Adam & The Ants : Kings of the Wild Frontier
- Duran Duran : Duran Duran
- Electric Light Orchestra : Time
- Foreigner : 4
- Genesis : Abacab
- Iron Maiden : Killers
- Journey : Escape
- Kim Carnes : Mistaken Identity
- Kim Wilde : Kim Wilde
- Olivia Newton-John : Physical
- Pat Benatar : Precious time
- Phil Collins : Face value
- Queen : Greatest hits
- REO Speedwagon : Hi Infidelity
- Rod Stewart : Tonight I'm Yours
- Rush : Moving pictures
- Starsound : Stars on 45
- Steve Winwood : Arc of a Diver
- Stevie Nicks : Bella Donna
- Styx : Paradise theater
- The Human League : Dare
- The Moody Blues : Long Distance Voyager
- The Police : Ghost in the Machine
- The Rolling Stones : Tattoo You
- The Who : Face Dances
- Van Halen : Fair Warning
- Vangelis : Les chariots de feu
- Visage : Visage

## Récompenses
- États-Unis : 24e cérémonie des Grammy Awards
- États-Unis : American Music Awards 1981 (en)
- Europe : Concours Eurovision de la chanson 1981
- Québec : 3e gala des prix Félix

## Formations et séparations de groupes
- Groupe de musique formé en 1981
- Groupe de musique séparé en 1981

## Naissances
- 2 janvier : Jamelia, chanteuse britannique
- 15 janvier : Pitbull, rappeur américain
- 20 janvier : Alicia Keys, chanteuse américaine
- 31 janvier : Justin Timberlake, chanteur américain
- 5 février : Julie Zenatti, chanteuse française
- 10 février : Natasha St-Pier, chanteuse canadienne
- 11 février : Kelly Rowland, chanteuse américaine
- 15 février : Olivia, chanteuse américaine
- 19 février : Beth Ditto, chanteuse de Gossip
- 27 février : Josh Groban, chanteur américain
- 6 mars : Miz, chanteuse japonaise
- 9 mars : Chad Gilbert, membre de New Found Glory
- 17 mars : Leslie Barbara Butch, Disc Jockey française.
- 18 mars : Laura Pergolizzi, dite LP, autrice-compositrice-interprète et musicienne américaine.
- 22 mars : Laura Rosello, membre de Rhesus
- 2 mai : L'Algérino, rappeur français.
- 13 mai : Florent Mothe, chanteur français.
- 4 mai : Soan, chanteur français.
- 15 mai : Myriam Abel, chanteuse française.
- 7 juin : Ema Shah, chanteuse, pianiste, guitariste koweïto-iranienne.
- 26 juin: Florian Sump, rappeur du groupe Deine Freunde et ancien batteur du groupe Echt
- 24 juillet : Farzad Farzin, chanteur, compositeur et arrangeur iranien.
- 20 août : Patxi Garat, chanteur français
- 4 septembre : Beyoncé, chanteuse américaine
- 26 septembre : Christina Milian, chanteuse américaine
- 17 novembre : Sarah Harding, membre de Girls Aloud
- 20 novembre : Kimberley Walsh, membre de Girls Aloud
- 2 décembre : Britney Spears, chanteuse américaine
- 13 décembre : Amy Lee, chanteuse d'Evanescence
- 25 décembre : La Fouine, rappeur français

## Décès
- 2 janvier : David Lynch, membre de The Platters
- 25 janvier : Adele Astaire, actrice, danseuse et chanteuse américaine
- 29 janvier : Cozy Cole, batteur américain
- 6 février : Hugo Montenegro, compositeur américain
- 9 février : Bill Haley, auteur-compositeur-interprète américain
- 15 février : Mike Bloomfield, guitariste de blues-rock américain
- 5 avril : Bob Hite, membre de Canned Heat
- 7 avril : Kit Lambert, producteur britannique et ex-manager de The Who
- 11 mai : Bob Marley, auteur-compositeur-interprète et musicien jamaïcain
- 25 mai : Roy Brown, chanteur et pianiste de rhythm and blues américain
- 16 juillet : Harry Chapin, chanteur américain de folk-rock
- 29 juillet : Jean-Michel Caradec, auteur-compositeur-interprète français
- 26 août : Lee Hays, membre de The Weavers
- 8 octobre : Oscar Moore, pianiste de jazz américain
- 29 octobre : Georges Brassens, auteur-compositeur-interprète français
- 26 novembre : Gaston Ouvrard, dit simplement Ouvrard, auteur-compositeur-interprète comique français
- 27 novembre : Lotte Lenya, actrice et chanteuse américaine
- 9 décembre : Sonny Til, chanteur de The Orioles
- 13 décembre : Cornelius Cardew, compositeur d'avant-garde